# Teckenspråk
Teckenspråk är visuella språk som används i flera olika sammanhang istället för eller som komplement till tal.

## Svenska teckenspråkets uppkomst

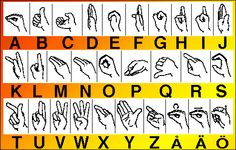
Svenska handalfabetet

Det är inte känt när och hur det svenska teckenspråket uppkom. Ett tidigt belägg för teckenspråket har påvisats i kungliga vetenskapsakademiens handlingar för 1759. Detta var ett halvsekel innan dövundervisningen påbörjades av Per Aron Borg 1808. Hur teckenspråket såg ut innan detta är inte känt. Det antas att denna undervisning satte fart på teckenspråket, dels för att döva fick undervisning i språket samt dels för att döva genom undervisningen fick möjlighet att träffas. Det som är känt är att det var Per Aron Borg som uppfann det svenska handalfabetet. Borgs handalfabet används än idag.

## Varianter
Det finns inget internationellt teckenspråk, även om många tror det. Det närmaste som finns är internationella tecken, dessa är inspirerade av olika teckenspråk från olika länder. Det finns dock inte tillräckligt med internationella tecken för att det ska bli erkänt som ett eget språk. De teckenspråk som används skiljer sig från land till land, och ibland inom länder, precis som talade språk. Teckenspråk har ett eget skrivsystem, men det används mest inom forskning. De som använder teckenspråk brukar använda det allmänna skriftspråket när de ska skriva.
De mest spridda teckenspråken är de som används för personer som har en nedsatt eller ingen hörsel, talsvårigheter eller vissa funktionshinder. Det kan även användas av personer utan någon nedsättning. De används även av hörande som på något sätt har teckenspråkiga i sin närhet, såsom hörande barn till döva föräldrar. Att utöva teckenspråk kallas ofta att teckna. Den som utövar teckenspråket kallas teckenspråkig.
De flesta barndomsdöva har ett teckenspråk som första språk. Det svenska teckenspråket erkändes 1981 som dövas officiella språk i Sverige och har samma status som ett minoritetsspråk. En utredning är gjord för att bedöma vilken ställning teckenspråket ska ha i Sverige i framtiden. Vuxendöva har oftast ett annat, talat, språk som första språk och använder istället tecken som stöd. Detta innebar att döva barn skulle få undervisning på teckenspråk i skolan.
Teckenspråk är språk med lika avancerad grammatik som talade språk. Det är alltså inte konstruerade substitut till det talade språket, utan naturligt utvecklade språk anpassade efter rådande omständigheter (vanligtvis dövhet). Ur neurovetenskaplig synpunkt märks detta tydligt, eftersom samma delar av hjärnan som används vid tal även används när man tecknar. Dock har modern hjärnforskning visat att språket, oavsett om det är talat, tecknat eller skrivet, inte kan på ett enkelt sätt isoleras till en specifik hjärndel, helt separat från hjärnans övriga funktioner.
En missuppfattning är att teckenspråk bara är utökade varianter av de i jämförelse enkla gester eller kroppsspråk som hörande använder. Detta har motbevisats när teckenspråkstolkar som drabbats av afasi förlorat både förmågan till talat språk och teckenspråk, men fortfarande använt sig av gester och kroppsspråk. Dock har hjärnforskning visat att enkla talade ord inte kan skiljas från så kallade icke-språkliga ljud utan att det är den avancerade användningen som gör språket.

## Internationella tecken
Det här avsnittet är helt eller delvis baserat på material från  engelskspråkiga Wikipedia, International Sign, tidigare version.
'Internationella tecken' används när teckenspråkiga träffas från olika länder. Det har diskuterats flitigt om det skall kallas internationella teckenspråket. Frågan undersöktes av en expertgrupp inom internationella dövförbundet (WFD). 
2007 beslutades det att International Sign (IS) skulle vara benämningen. Beslutet motiverades med att man ville undvika missuppfattningen att det finns ett internationellt teckenspråk. Internationella tecken är allt för variationsrikt för att kallas ett språk.
Man kan säga att det finns två olika former av internationella tecken: konventionell och informell form. Den konventionella formen används på exempelvis konferenser. Den informella formen används mellan privatpersoner. Den konventionella formen består mestadels av tecken från amerikanskt och västeuropeiska teckenspråk.
Människor som använder sig av internationella tecken förhandlar sig fram om vilka tecken de skall använda, använder kroppsspråk och gester med mera. Vissa tecken kan vara ganska lika på olika språk, exempelvis: äta, hus och bil. Man lär sig detta genom att träffa människor från andra länder. Det finns inga kurser i det.
Förr även kallat Gestuno, är ett pidginspråk och ett Lingua franca. Internationella tecken används på internationella möten och kongresser, exempelvis inom World Federation of the Deaf och på deaflympics. Det är mindre komplext och har färre ord än de nationella teckenspråken.
En parallell utveckling har skett i Europa de senaste åren, där ökad växelverkan mellan Europas döva leder till uppkomsten av ett paneuropeiskt pidginspråk eller kreolskt euroteckenspråk.

## Nationella teckenspråk
Teckenspråk ser olika ut i olika länder. De bygger inte på det talade språket och av denna anledning är exempelvis teckenspråket i USA (ASL) och England (BSL) olika och inte mer lika varandra än det svenska och amerikanska är. ASL har däremot ungefär 60% likhet med det franska teckenspråket, från vilket det en gång hämtade pedagogisk kunskap. Skillnaderna beror på, att teckenspråk bygger på bilder och kulturella företeelser, som ju är olika i olika länder och kulturer, även om det talade språket i dessa länder är lika. Olika teckenspråk har därför bara lokal spridning och det finns bara enstaka exempel på användning som mellanfolkligt hjälpspråk.
Några olika teckenspråk är:
- Svenskt teckenspråk
- Finlandssvenskt teckenspråk
- Amerikanskt teckenspråk
- Brittiskt teckenspråk
- Isländskt teckenspråk
- Nicaraguanskt teckenspråk
- Norskt teckenspråk

## Andra användningsområden
Ett något förenklat tecknande kan användas för att kommunicera med vuxendöva - det vill säga personer som blivit döva efter att det talade språket blivit etablerat. Dessa personer har ett talat språk som modersmål, men använder TSS (tecken som stöd för avläsning) för att underlätta sin kommunikation.
Tecken från dövas teckenspråk kan användas för att utveckla kommunikation även för vissa grupper av språkhandikappade (teckenkommunikation).
Bland Australiens aboriginer har många folkstammar förutom sitt talade språk också ett eget teckenspråk, eller så hade de ett sådant förr i tiden. Teckenspråket användes främst i olika situationer i vilka det var tabubelagt att tala, till exempel under en sorgeperiod eller under vissa ceremonier. Rapporterna om de dövas status hos sådana folkstammar varierar. Vissa författare har lovprisat de dövas integration i sådana samhällen, medan andra har beklagat att de döva inte lär sig teckenspråket, som brukade läras ut med hjälp av talspråket. 
I Nordamerikas stäppområde användes under lång tid ett teckenspråk med en helt annan funktion. Det användes som ett mellanfolkligt hjälpspråk mellan indianstammar med mycket olika talspråk. Präriindianernas teckenspråk är ett pidginspråk i vilket i stort sett alla tecken är avbildande eller efterhärmande, "ikoniska". På grund av detta var språket lättbegripligt även för europeiska invandrare, som också kom att använda det i sina kontakter med de infödda.

## Var det första språket ett teckenspråk?
I forskningen om språkets ursprung är det inte alls självklart att det första språket som användes av våra avlägsna förfäder var ett talat språk.  Hypotesen att språkets historia började med teckenspråk, eller någon kombination av tal och tecken, har många anhängare. Mycket talar för hypotesen, men den största svårigheten är att förklara varför hörande människor i så fall övergick till talat språk så småningom. Det finns flera hypoteser om vad som kan ha drivit en sådan övergång, till exempel går det inte att bära mat, använda redskap eller hålla spädbarn i famnen medan man tecknar, man måste vara vända mot varandra inom synhåll för att använda teckenspråk, och tecken syns inte i mörker.

## Teckenspråk för hörande
TAKK används av hörande med språkliga svårigheter. Det är inte ett teckenspråk, men bygger på det svenska teckenspråket. Det kan också användas av invandrare eller personer med intellektuell funktionsnedsättning. 
TSS- tecken som stöd, utgår också från teckenspråket, men lyfter bara ut tecken för de viktigaste orden. Kan exempelvis hjälpa människor som med åldern fått nedsatt hörsel.
Utöver den amerikanska urbefolkningens teckenspråk finns det ett flertal mer eller mindre utvecklade teckenspråkssystem, som används av hörande i olika sammanhang. Det finns till exempel babyteckenspråk avsedda för spädbarn, för att påbörja språkutvecklingen, innan de lär sig tala. 
När hörande tar emot den teckenspråkiges meddelande kallas det med ett nyord från 2019 att syssna, bildat av se och lyssna.

## Teckenspråk för apor
Hjärnscanningar har visat att apor som lär sig teckenspråk nästan alltid använder Brocas centrum när de tecknar. Det är faktiskt vanligare att människor pratar utan att använda Brocas centrum än att apor tecknar utan att använda det, sannolikt på grund av att aphjärnor är mindre formbara än människohjärnor.

## Teckenspråksdagar
Svenska teckenspråkets dag, 14 maj Svenska teckenspråkets dag
Internationella dagen för teckenspråken i världen, 23 september Internationella dagen för teckenspråken i världen

### Andra användningsområden
- Teckenkommunikation
- TSS
- Babyteckenspråk
- Dövkultur

### Tolkning
- Dövblindtolkning

### Personer
- Helen Keller, dövblind
- Anne-Marie Lindström